# International Railway Journal
International Railway Journal (acronim IRJ, în traducere „Jurnalul internațional al căilor ferate”) este o revistă lunară britanică despre industria feroviară internațională. Este publicată de Simmons-Boardman Publishing⁠(d) din Falmouth, Anglia.

## Istorie
Fondată de Robert Lewis și editorul Railway Age⁠(d) Luther Miller ca prima revistă din lume distribuită la nivel global pentru industria feroviară, prima ediție a fost publicată experimental în octombrie 1960. Apare lunar din ianuarie 1961.

## Conținut
Revista IRJ acoperă o gamă largă de conținut referitor la transportul feroviar, acoperind sectoare precum pasageri, marfă, mare viteză, metrou și metrou ușor. Printre subiectele obișnuite se numără: știri financiare, comenzi pentru flote feroviare, infrastructură, noile tehnologii și politici guvernamentale.

## Tiraj și distribuție
Redactorii IRJ postează regulat conținut pe site-ul său web și, de asemenea, publică o ediție tipărită lunară, ca o revistă. Ediția tipărită a IRJ a avut un tiraj de 10.234 de exemplare în 2020, conform Biroului de Audit al Tirajelor (Marea Britanie)⁠(d).